# Philippe de Coetquis
Philippe de Coetquis, ou de Coëtquis, né en 1376 près de Morlaix en Bretagne, et mort le 12 juillet 1441 à Tours, est un pseudo-cardinal breton du XVe siècle.

## Biographie
Philippe de Coëtquis, chanoine de Dol est l'« instructeur » du jeune Guillaume de Châtillon-Blois qui poursuivait ses études à l'université d'Angers et qui avait été doté de l'archidiaconé de Poher dans l'expectative de devenir évêque de Saint-Brieuc. Après le complot mené par ses frères le jeune homme est donné comme otage au duc Jean V le 29 juillet 1420 et il est emprisonné jusqu'en 1448. Philippe de Coëtquis avait reçu le 16 octobre 1419 le siège épiscopal de Léon où il ne réside guère. Il fait administrer le diocèse par son parent Jean de Coëtquis, chanoine de Dol dont il fait son vicaire général. Il ne fait son entrée dans sa cité que le 17 mars 1422. Devenu chanoine à Tournai, il effectue des ambassades pour le compte du roi Charles VII de France à Rome, en Allemagne et auprès du concile de Bâle en 1419, 1423 et 1425. Il est exécuteur de lettres apostoliques hors de Bretagne et réside à Rome en 1424 et 1425. Pressenti en 1426 pour devenir archevêque d'Embrun il permute avec Jacques Gélu et devient archevêque de Tours. Le siège épiscopal de Léon revient alors à Jean Validire 
L'antipape Félix V le crée cardinal lors du consistoire du 12 novembre 1440.